# Miguel Fernández Villegas
Miguel Fernández Villegas (Jerez de la Frontera, Cádiz) es un profesor de Secundaria, escritor y compositor español.

## Biografía
Es licenciado en Geografía e Historia por la Universidad de Sevilla. Estudió también magisterio, piano, violín y armonía en los conservatorios de Cádiz y Sevilla, siendo autor de numerosas composiciones, como el oratorio, «Las siete palabras», a 4 voces mixtas, órgano y orquesta, el «Canto de los libertadores», «Alienación» y «Vamos a hacer un pueblo», entre otras. Ha dedicado la mayor parte de su vida a la formación de los jóvenes, se considera a sí mismo un enseñante de vocación y cree en el poder transformador de la palabra. 
Fue elegido concejal de la ciudad sevillana de Camas en las primeras elecciones municipales de la democracia y ejerció como delegado de Cultura, fundando la Escuela de Cultura Popular y la Biblioteca Pública Municipal.
Ha participado en diversos programas de animación a la lectura, entre ellos el del Club de Amigo del Libro y El placer de leer de la Diputación Provincial de Sevilla. Ha creado montajes audiovisuales de Encuentro con la música, que lleva a Asociaciones vecinos, Centros de mayores y algunas entidades culturales, para sensibilizar a la población con la música clásica y acercarla a ella.
Comenzó su actividad literaria editando en 1995 la novela juvenil, La Isla de los Espejos, de la que se publicaron más de 20.000 ejemplares a través de las editoriales ALJIBE y BABIDI-BÚ.
Es el segundo autor español más leído por adolescentes en España, según el barómetro de 2008 de la Federación de Gremios de Editores de España.

## Obras

### Novelas
- 2000 - Tocata y fuga con Bachhttps://miguelfvillegas.es/tocata-y-fuga-con-Bach/ ISBN 84-930124-1-6 (Agotada la 2ª Edición)
- 2003 - La isla de los espejos ISBN 978-84-9700-460-2 (6ª Edición) | ISBN 978-84-9437-053-3 (Edición 2015, Editorial BABIDI-BÚ)
- 2004 - El monasterio perdido ISBN 84-9700-186-9 (3ª Edición)
- 2010 - Como agua entre los dedos ISBN 978-84-9700-627-9
- 2012 - La cruz de sangre, conjura contra las cortes de Cádiz ISBN 978-84-8434-701-9 (2ª Edición)
- 2020 - La Quimera de Nur ISBN: 978-84-1350-876-4

### Obras de teatro para adolescentes
- Encuentro entre dos mundos (musical)
- Mujeres
- Hassam, el emigrante
- La intolerancia de Ernesto
- Consultemos Internet…
- Roma, ocaso de un imperio
- Adiós a las pelucas

### Relatos
- Seducidos por mi dama.
- La zorra y el espantapájaros.
- La odisea de Ágata
- La doncella de los mil años
- Melimba y la bestia
- Aquel viejo pellejo
- La joya del Bósforo
- Holocausto o la carta de Efraín
- El soldado de Flandes
- El loco Odreuc

## Opiniones de terceros
"Apasionado por la música, sus libros nos envuelven con la cadencia de un texto bien elaborado y con la energía que desprenden. Miguel Fernández Villegas es pues un maestro, un artista, un práctico de la pedagogía y la educación. Es ya un autor reconocido en el ámbito de la literatura infantil y juvenil, podemos decir que todo su bagaje cultural y formación humana y literaria lo ha adquirido a lo largo de sus años como educador, maestro y artista que ha sabido combinar sabiamente sus dotes artísticas y creativas, su pasión y su fe en la educación junto a su sensibilidad por la cultura clásica y la música. Todo esto unido a su permanente e insobornable compromiso social y político a favor de los más débiles y necesitados, aspecto que le ha llevado a lo largo de su trayectoria vital a realizar opciones arriesgadas y no exentas de sacrificio y esfuerzo. Miguel está convencido de que el mundo y la sociedad pueden y deben cambiarse por medio de la cultura y la educación."
Juan Miguel Batalloso, doctor en Psicopedagogía.
"Es una novela brillante, escrita con maestría. Es otra pequeña obra maestra de Miguel F. Villegas."
Madrid. Alberto González, crítico literario y escritor.
"Es sin duda un instrumento educativo valiosísimo para docentes de todos los institutos de países de habla hispana."
Barcelona. Anna Rossell Ibern, profesora universitaria y escritora.